# Nove Jitia
Nóve Jitia (en (ucraïnès): Нове Життя, en rus: Новая Жизнь, Nóvaia Jizn) és un poble de la República Autònoma de Crimea a Ucraïna, que el 2014 tenia 722 habitants. Pertany al districte rural de Djankoi.